# Křesťansko-sociální unie Bavorska
Křesťansko-sociální unie Bavorska (německy  CSU – Christlich-Soziale Union in Bayern e.V.) je německá křesťanskodemokratická konzervativní politická strana. Je činná výhradně na území spolkové země Bavorsko. V ostatních spolkových zemích působí CDU, s níž CSU na spolkové úrovni vystupuje jako koalice pod názvem CDU/CSU (jednoslovně Unie, německy Union). Od svého vzniku je CSU o něco konzervativnější stranou než sesterská CDU. Někdy bývá označována i jako pravicově populistická strana. Jde o třetí největší německou stranu podle počtu členů.

## Historie
Byla založena v roce 1945 a jejím zakladatelem a nejvýznačnějším politikem byl Franz Josef Strauss. CSU navazuje na tradice Bavorské lidové strany z období Výmarské republiky a na tradice Deutsche Zentrumspartei z pozdějšího období.
Prakticky po celou dobu své existence CSU dominuje bavorské zemské politické scéně, s velkou převahou nad svým nejvážnějším konkurentem, kterým je SPD.  V letech 1962–2008 vládla v Bavorsku nepřetržitě a s absolutní většinou křesel v parlamentu, v několika volbách podíl hlasů pro CSU přesáhl 60 %, ve volbách v roce 2003 dokonce dosáhla dvoutřetinové většiny mandátů, čehož nedosáhla žádná jiná strana v žádné jiné spolkové zemi. Od roku 2018 vládne v koalici se Svobodnými voliči Bavorska. Na spolkové úrovni, jak už bylo zmíněno, spolupracuje s CDU v rámci trvalé koalice CDU-CSU.
CSU vede v současné době Markus Söder, který v lednu 2019 nahradil Horsta Seehofera po deseti letech ve funkci.
V letech 2007–2008 vedl stranu Erwin Huber, který rezignoval po v té debě historicky nejhorším výsledku v zemských volbách na podzim 2008. Edmund Stoiber, jenž předsedal straně v letech 1999–2007 a v roce 2002 neúspěšně kandidoval na post kancléře je čestným předsedou CSU.
Ke straně má blízko politická nadace Hanns-Seidel-Stiftung.

## Program
Na začátku listopadu roku 2016 bylo na stranickém sjezdu v Mnichově, kterého se účastnilo 900 delegátů, přijato nové usnesení s názvem Ordnung (česky „pořádek“), ve kterém se strana do budoucna na 42 stranách zasazuje o hájení tzv. vedoucí kultury, opírající se o ideály, vycházející z tradic judaismu, křesťanství a antiky.

## Předsedové CSU od roku 1946 dodnes
- Josef Müller 1946–1949
- Hans Ehard 1949–1955
- Hanns Seidel 1955–1961
- Franz Josef Strauss 1961–1988
- Theodor Waigel 1988–1999
- Edmund Stoiber 1999–2007
- Erwin Huber 2007–2008
- Horst Seehofer 2008–2019[10]
- Markus Söder, od 9. ledna 2019[11]

## Volební výsledky

### Volby do Spolkového sněmu
| Volební rok | Celkový počet hlasů | Hlasy v % | Počet mandátů | Změna |
| ----------- | ------------------- | --------- | ------------- | ----- |
| 1949        | 1 380 448           | 5,8       | 24            |       |
| 1953        | 2 427 387           | 8,8       | 52            | ▲28   |
| 1957        | 3 133 060           | 10,5      | 55            | ▲ 3   |
| 1961        | 3 014 471           | 9,6       | 50            | ▼ 5   |
| 1965        | 3 136 506           | 9,6       | 49            | ▼ 1   |
| 1969        | 3 115 652           | 9,5       | 49            | ▬     |
| 1972        | 3 615 183           | 9,72      | 48            | ▼ 1   |
| 1976        | 4 027 499           | 10,6      | 53            | ▲ 5   |
| 1980        | 3 908 459           | 10,3      | 52            | ▼ 1   |
| 1983        | 4 140 865           | 10,6      | 53            | ▲ 1   |
| 1987        | 3 715 827           | 9,8       | 49            | ▼ 4   |
| 1990        | 3 302 980           | 7,1       | 51            | ▲ 2   |
| 1994        | 3 427 196           | 7,3       | 50            | ▼ 1   |
| 1998        | 3 324 480           | 6,8       | 47            | ▼ 3   |
| 2002        | 4 315 080           | 9,0       | 58            | ▲11   |
| 2005        | 3 494 309           | 7,4       | 46            | ▼12   |
| 2009        | 2 830 238           | 6,5       | 45            | ▼ 1   |
| 2013        | 3 243 569           | 7,4       | 56            | ▲ 11  |
| 2017        | 2 869 688           | 6,2       | 46            | ▼10   |
| 2021        | 2 787 904           | 5,2       | 45            | ▼1    |

### Volby do Evropského parlamentu
| Volební rok | Celkový počet hlasů | hlasy v % | Počet mandátů | Změna |
| ----------- | ------------------- | --------- | ------------- | ----- |
| 1979        | 2 817 120           | 10,1      | 8             |       |
| 1984        | 2 109 130           | 8,5       | 7             | ▼ 1   |
| 1989        | 2 326 277           | 8,2       | 7             | ▬     |
| 1994        | 2 393 374           | 6,8       | 8             | ▲ 1   |
| 1999        | 2 540 007           | 9,4       | 10            | ▲ 2   |
| 2004        | 2 063 900           | 8,0       | 9             | ▼ 1   |
| 2009        | 1 896 762           | 7,2       | 8             | ▼ 1   |
| 2014        | 1 567 258           | 5,3       | 5             | ▼ 3   |
| 2019        | 2 354 817           | 6,3       | 6             | ▲ 1   |